# Campeonato Europeo de Natación en Aguas Abiertas de 2008
El IV Campeonato Europeo de Natación en Aguas Abiertas se celebró en Dubrovnik (Croacia) entre el 8 y el 14 de septiembre de 2008 bajo la organización de la Liga Europea de Natación (LEN) y la Federación  Croata de Natación. 
Las competiciones se realizaron en las aguas del mar Adriático, con base en el puerto de Dubrovnik.

## Resultados

### Masculino
| Evento        | Oro                                  | Plata                                 | Bronce                              |
| ------------- | ------------------------------------ | ------------------------------------- | ----------------------------------- |
| 5 km (10.09)  | Spyridon Yannotis · Grecia · 52:57,2 | Jan Wolfgarten · Alemania · 53:55,7   | Thomas Lurz · Alemania · 54:04,3    |
| 10 km (09.09) | Thomas Lurz · Alemania · 1:52:48,9   | Yevgueni Drattsev · Rusia · 1:52:50,6 | Toni Franz · Alemania · 1:52:53,0   |
| 25 km (13.09) | Valerio Cleri · Italia · 4:29:00,0   | Joanes Hedel Francia 4:32:40,9        | Dmitri Soloviov · Rusia · 4:34:02,4 |

### Femenino
| Evento        | Oro                                      | Plata                                 | Bronce                            |
| ------------- | ---------------------------------------- | ------------------------------------- | --------------------------------- |
| 5 km (09.09)  | Rachele Bruni · Italia · 58:50,7         | Britta Kamrau · Alemania · 59:16,1    | Alice Franco · Italia · 59:39,0   |
| 10 km (10.09) | Larisa Ilchenko · Rusia · 2:00:30,9      | Martina Grimaldi · Italia · 2:00:31,4 | Alice Franco · Italia · 2:00:32,2 |
| 25 km (14.09) | Margarita Domínguez · España · 5:38:35,3 | Britta Kamrau · Alemania · 5:39:00,2  | Anna Uvarova · Rusia · 5:39:06,6  |

### Mixto
| Evento                   | Oro                                                               | Plata                                                                                | Bronce                                                            |
| ------------------------ | ----------------------------------------------------------------- | ------------------------------------------------------------------------------------ | ----------------------------------------------------------------- |
| 5 km por equipos (11.09) | Italia · Andrea Volpini · Rachele Bruni · Luca Ferretti · 56:17,5 | Rusia · Daniil Serebrennikov · Yevgueni Drattsev · Yekaterina Seliverstova · 57:03,6 | Alemania · Jan Wolfgarten · Britta Kamrau · Thomas Lurz · 57:30,0 |

## Medallero
| Núm. | País     | Oro | Plata | Bronce | Total |
| ---- | -------- | --- | ----- | ------ | ----- |
| 1    | Italia   | 3   | 1     | 2      | 6     |
| 2    | Alemania | 1   | 3     | 3      | 7     |
| 3    | Rusia    | 1   | 2     | 2      | 5     |
| 4    | España   | 1   | 0     | 0      | 1     |
| 4    | Grecia   | 1   | 0     | 0      | 1     |
| 6    | Francia  | 0   | 1     | 0      | 1     |
|      | TOTAL    | 7   | 7     | 7      | 21    |